# Ampelomyces quisqualis
Espèce
Ampelomyces quisqualis  est une espèce de champignons ascomycètes de la famille des Phaeosphaeriaceae.
Cette espèce de champignon est un mycoparasite hyperparasite dont les hôtes sont des champignons, dont de nombreuses espèces de l'ordre des Erysiphales qui sont les agents pathogènes de diverses formes d'oïdium. Elle a fait l'objet de nombreuses études depuis 50 ans en vue de son utilisation en lutte biologique.

## Synonymes
Selon Catalogue of Life (10 octobre 2014) : 	
- Cicinobolus cesatii de Bary 1870,
- Cicinobolus cesatii f. cesatii de Bary 1870,
- Cicinobolus cesatii f. euonymi Tassi,
- Cicinobolus cesatii f. phlomidis-herbae-venti Unamuno 1928.